# Alliantie voor een Nieuw Kosovo
De Alliantie voor een Nieuw Kosovo (Albanees: Aleanca Kosova e Re) is een politieke partij in Kosovo. De partij werd op 17 maart 2006 opgericht door Behgjet Pacolli, eigenaar van het internationale concern Mabetex. Op 22 februari 2011 werd Pacolli verkozen tot president van Kosovo.
De partij behaalde bij de verkiezingen van 17 november 2007 12,3% van de stemmen, wat goed was voor 13 zetels in het 120 zetels tellende parlement. De AKR vormde voor de parlementsverkiezingen van 12 december 2010 een coalitie met onder meer de Sociaaldemocratische Partij (Partia Social Demokrate, PSD) en de Partij van de gerechtigheid (Partia e Drejtësisë, PD). Deze coalitie haalde bij de verkiezingen 7,29% van de stemmen, wat goed was voor 8 zetels in het 120 zetels tellende parlement.